# NRJ Music Awards
 (juin 2025).
Si vous disposez d'ouvrages ou d'articles de référence ou si vous connaissez des sites web de qualité traitant du thème abordé ici, merci de compléter l'article en donnant les références utiles à sa vérifiabilité et en les liant à la section « Notes et références ».
Les NRJ Music Awards sont une cérémonie de récompenses de la chanson retransmise à la télévision et à la radio. Chaque année plusieurs interprètes français et internationaux sont récompensés en fonction de certaines catégories musicales, grâce aux votes du public par SMS ou par téléphone, lancés au cours de la cérémonie ou par Internet, avant la cérémonie, pour les autres catégories. L'artiste français M. Pokora détient le nombre maximum de prix décernés depuis la création de la cérémonie en 2000, avec 16 trophées. Pour les artistes étrangers, Ed Sheeran détient le record de prix obtenus, avec 11 trophées.
La cérémonie est créée en 2000 par la station de radio nationale privée NRJ en partenariat avec la chaîne de télévision nationale privée TF1. La première compilation des NRJ Music Awards produite par les labels NRJ Music et Sony Music obtient un certain succès commercial. Depuis 2014, la cérémonie se déroule généralement chaque année le premier samedi de novembre, en direct depuis le Palais des festivals et des congrès de Cannes et, exceptionnellement depuis la La Seine musicale, à Boulogne-Billancourt pour l'édition 2020, permettant à certains artistes de se déplacer à Cannes, en raison de la pandémie Covid-19. Entre création en 2000 jusqu'en 2013, la cérémonie se tient mi-janvier, pour accompagner l'ouverture du MIDEM. 
Animés depuis 2009 par Nikos Aliagas, les NRJ Music Awards accueillent plusieurs célébrités internationales et françaises. La cérémonie permet à NRJ de bénéficier d'une forte promotion et se positionner comme partenaires spécialisé des principales maisons de disques afin de publier une compilation musicale chaque année. L'évènement fait toutefois l'objet de nombreuses critiques; celles-ci porent notamment sur le caractère trop publicitaire et la médiocre qualité du spectacle proposé.

## Liste des récompenses

### Récompenses actuelles
- Révélation francophone de l'année (depuis 2000)
- Révélation internationale de l'année (depuis 2000)
- Artiste masculin francophone de l'année (depuis 2000)
- Artiste masculin international de l'année (depuis 2000)
- Artiste féminine francophone de l'année (depuis 2000)
- Artiste féminine internationale de l'année (depuis 2000)
- Chanson francophone de l'année (depuis 2000)
- Groupe/duo/troupe francophone de l'année (depuis 2000)
- Groupe/duo/troupe international de l'année (depuis 2000)
- Collaboration francophone de l'année (depuis 2020)
- Collaboration internationale de l'année (depuis 2020)
- DJ de l'année (2007 puis depuis 2015)
- Hit international (depuis 2024)
- Social Hit (2011 puis depuis 2022)
- Concert (depuis 2024)
- Révélation belge de l'année (depuis 2022)
- Révélation allemande de l'année (depuis 2023)
- Révélation suédoise de l'année (depuis 2024)
- Révélation finlandaise de l'année (depuis 2024)
- Artiste norvégien de l'année (depuis 2024)

### Récompenses exceptionnelles
- NRJ Music Award d'honneur
- NRJ Music Award de diamant

### Anciennes récompenses
- Chanson internationale de l'année (2000-2023)
- Album francophone de l'année (2000-2010)
- Album international de l'année (2000-2010)
- Site internet musical de l'année (2000-2004)
- Titre le plus téléchargé de l'année (2010)
- Performance francophone de la soirée (2019-2020)
- Tournée francophone de l'année (2000, 2011 puis 2022-2023)
- Clip francophone de l’année (2022-2023)
- Clip international de l’année (2022-2023)
- Clip de l'année (2005-2021)
- Reprise / adaptation de l'année (2022-2023)

## Détail des cérémonies
| Édition                       | Date              | Diffuseur  | Lieu                          | Présentateur      |
| ----------------------------- | ----------------- | ---------- | ----------------------------- | ----------------- |
| NRJ Music Awards 2000         | 22 janvier 2000   | NRJ et TF1 | Palais des Festivals à Cannes | Ophélie Winter    |
| NRJ Music Awards 2001         | 20 janvier 2001   | NRJ et TF1 | Palais des Festivals à Cannes | Anthony Kavanagh  |
| NRJ Music Awards 2002         | 19 janvier 2002   | NRJ et TF1 | Palais des Festivals à Cannes | Anthony Kavanagh  |
| NRJ Music Awards 2003         | 18 janvier 2003   | NRJ et TF1 | Palais des Festivals à Cannes | Anthony Kavanagh  |
| NRJ Music Awards 2004         | 24 janvier 2004   | NRJ et TF1 | Palais des Festivals à Cannes | Anthony Kavanagh  |
| NRJ Music Awards 2005         | 22 janvier 2005   | NRJ et TF1 | Palais des Festivals à Cannes | Anthony Kavanagh  |
| NRJ Music Awards 2006         | 23 janvier 2006   | NRJ et TF1 | Palais des Festivals à Cannes | Anthony Kavanagh  |
| NRJ Music Awards 2007         | 20 janvier 2007   | NRJ et TF1 | Palais des Festivals à Cannes | Arthur            |
| NRJ Music Awards 2008         | 26 janvier 2008   | NRJ et TF1 | Palais des Festivals à Cannes | Benjamin Castaldi |
| NRJ Music Awards 2009         | 17 janvier 2009   | NRJ et TF1 | Palais des Festivals à Cannes | Nikos Aliagas     |
| NRJ Music Awards 2010         | 23 janvier 2010   | NRJ et TF1 | Palais des Festivals à Cannes | Nikos Aliagas     |
| NRJ Music Awards 2011         | 22 janvier 2011   | NRJ et TF1 | Palais des Festivals à Cannes | Nikos Aliagas     |
| NRJ Music Awards 2012         | 28 janvier 2012   | NRJ et TF1 | Palais des Festivals à Cannes | Nikos Aliagas     |
| NRJ Music Awards 2013         | 26 janvier 2013   | NRJ et TF1 | Palais des Festivals à Cannes | Nikos Aliagas     |
| NRJ Music Awards 15th Edition | 14 décembre 2013  | NRJ et TF1 | Palais des Festivals à Cannes | Nikos Aliagas     |
| NRJ Music Awards 2014         | 13 décembre 2014  | NRJ et TF1 | Palais des Festivals à Cannes | Nikos Aliagas     |
| NRJ Music Awards 2015         | 7 novembre 2015   | NRJ et TF1 | Palais des Festivals à Cannes | Nikos Aliagas     |
| NRJ Music Awards 2016         | 12 novembre 2016  | NRJ et TF1 | Palais des Festivals à Cannes | Nikos Aliagas     |
| NRJ Music Awards 2017         | 4 novembre 2017   | NRJ et TF1 | Palais des Festivals à Cannes | Nikos Aliagas     |
| NRJ Music Awards 2018         | 10 novembre 2018  | NRJ et TF1 | Palais des Festivals à Cannes | Nikos Aliagas     |
| NRJ Music Awards 2019         | 9 novembre 2019   | NRJ et TF1 | Palais des Festivals à Cannes | Nikos Aliagas     |
| NRJ Music Awards 2020         | 5 décembre 2020   | NRJ et TF1 | La Seine musicale à Paris     | Nikos Aliagas     |
| NRJ Music Awards 2021         | 20 novembre 2021  | NRJ et TF1 | Palais des Festivals à Cannes | Nikos Aliagas     |
| NRJ Music Awards 2022         | 18 novembre 2022  | NRJ et TF1 | Palais des Festivals à Cannes | Camille Combal    |
| NRJ Music Awards 2023         | 10 novembre 2023  | NRJ et TF1 | Palais des Festivals à Cannes | Nikos Aliagas     |
| NRJ Music Awards 2024         | 1er novembre 2024 | NRJ et TF1 | Palais des Festivals à Cannes | Nikos Aliagas     |
| NRJ Music Awards 2025         | 31 octobre 2025   | NRJ et TF1 | Palais des Festivals à Cannes | Nikos Aliagas     |

Valerie Kahl anime les « Coulisses des NRJ Music Awards » 2011, 2012, 2013, un 90 minutes d'interviews de chanteurs français et internationaux, les coulisses de l'évènement et des interviews.

## Déroulement du vote
NRJ se réserve le droit de présélectionner six candidats nommés dans chaque catégorie et les soumettre ensuite au vote des internautes sur son site web. Les producteurs du NRJ Music Awards revendiquent proposer la seule cérémonie française où 100 % des votes proviennent du public. Pour l'édition 2011, les organisateurs ont proposé aux internautes, dans un premier temps, de constituer eux-mêmes leurs listes de quatre nommés parmi six artistes pré-nommés, puis, dans un second temps, de voter pour leurs chanteurs préférés parmi les lauréats des nominations[réf. souhaitée]. Chaque internaute ne peut voter qu'une seule fois par jour par catégorie alors que les votes étaient auparavant illimités[réf. souhaitée].
Ce dispositif ne peut néanmoins refléter exactement le panel total des votants conformément à la règle du « 1 personne = 1 vote » puisqu'un téléspectateur peut donner sa voix autant de fois qu'il le souhaite par SMS ou par internet. Cette méthode encourage ainsi les fans et les maisons de disques sont également soupçonnées de faire grimper les votes d'un artiste en exploitant ce multi vote.

## Critiques et controverses

### Accusations d'auto-promotion
Il est reproché à la cérémonie de n'être devenue qu'un simple exercice d'autopromotion, destiné à récompenser les artistes « maison » avec lesquels TF1 et NRJ ont passé un partenariat contractuel. Les organisateurs de la soirée appartenant au groupe NRJ, choisissent la liste des nommés, ayant tout loisir de privilégier leurs artistes préférés ou « maison ». L'artiste Jenifer, notamment, a souvent été récompensée sans avoir aucune actualité l'année précédant la cérémonie. Le NRJ Music Award de la Révélation francophone de l'année est, durant de nombreuses années, remis à un ancien élève de Star Academy, émission de télé-réalité diffusée sur TF1 dont Jenifer, Nolwenn Leroy, Emma Daumas et Grégory Lemarchal se sont vu décerner leur trophée. En 2009, le NRJ Music Award du groupe ou duo francophone de l’année est remis à la troupe de Cléopâtre, spectacle promu à la fois par TF1 et par NRJ, dont les représentations n'ont même pas commencé lors de la remise du trophée… À l'inverse, Madonna, Britney Spears et Mylène Farmer, souvent récompensées les premières années, disparaissent des sélections les années suivantes; la première ayant rompu son partenariat avec la radio, la seconde ayant plébiscité le concurrent Fun Radio et la troisième, ayant critiqué la faible place accordée à ses chansons sur la station FM musicale.
Le directeur de la rédaction de Télé 7 jours dénonce « une vaste plaisanterie », qualifiant la cérémonie de « grande page publicitaire ». Le site Charts in France décrit la cérémonie comme « une grande mascarade auto-promotionnelle », rajoutant « C'en est presque une honte tellement la supercherie est énorme ! ».
En 2011, le palmarès de la cérémonie suscite la perplexité. Journalistes, internautes et responsables de maison de disques s'étonnent de voir Jenifer et M. Pokora rafler plusieurs prix, alors que leur carrière discographique s'essouffle sensiblement,. Cité par Le Parisien, un producteur déclare : « Ce sont de petits arrangements entre amis. M. Pokora repart avec deux prix importants, dans une émission sur TF1, alors qu’il va bientôt être membre du jury d’un nouveau télé crochet, Danse avec les stars, diffusé sur la Une. Curieux hasard, non ? ». Pascal Nègre, le patron d'Universal France, reconnaît lui aussi que le palmarès des NRJ Music Awards ne traduit pas la « réalité de l'audience de cette radio ». Pour sa défense, la chaîne avance que le palmarès ne reflète pas toujours l’économie du disque. Les organisateurs de la soirée ont également refusé de rendre publics les scores de chaque nommé, alimentant les soupçons de fraudes.
À la suite de cette polémique, le quotidien national Libération s'étonne de l'ampleur des débats et rappelle le « manque de crédibilité » général de la cérémonie, laissant entendre que le palmarès de 2011 n'est ni moins ni plus absurde que celui des années précédentes. Le magazine Les Inrockuptibles ironise également sur la valeur de ces « trophées dont personne n’a rien à carrer ».

### Le sacre des grands labels
De nombreuses critiques se focalisent également sur les critères de sélection, écartant les artistes plus discrets ou les maisons de disques indépendantes. Le choix serait donc davantage dicté par la notoriété des artistes que par la qualité de leur travail. Les présélectionnés appartiennent aux majors du disque, tandis que les petits labels ou les maisons indépendantes sont systématiquement ignorées de la cérémonie. Marc Thonon, directeur du label Atmosphériques, déclare en 2010 quelques jours avant la cérémonie : « Comme par hasard, il n’y aura que des musiciens issus de grosses multinationales qui seront programmés. (…) C'est purement et simplement une main mise des majors sur la programmation ». En 2009, le chanteur Renan Luce, devant chanter sur scène, est déprogrammé car TF1 et les organisateurs de la soirée jugent que sa notoriété n'est pas assez suffisante. La même mésaventure se produit l'année suivante pour le chanteur Charlie Winston.

### Cérémonie jugée médiocre
L'amateurisme de la cérémonie et de son organisation est pointé du doigt par de nombreux médias, ainsi que par les artistes eux-mêmes. En 2009, Indochine est contraint d'enregistrer sa prestation la veille de la cérémonie, parce que le groupe refuse de chanter en playback. Le Point évoque en 2009 du « déclin » de cette cérémonie, qu'elle juge trop « longue ». La même année, plusieurs artistes annoncés par les organisateurs parmi lesquelles Christina Aguilera, P!nk, Beyoncé, Rihanna et Britney Spears, annulent leur venue ou leur prestation à la soirée. Le magazine Gala, dans son compte-rendu de la soirée, déplore la piètre qualité de la soirée et la prestation de son présentateur : « On a connu cérémonie de remise de prix moins ridicule. [...] Et soyons réalistes, les spectacles à l'américaine, on ne sait pas faire. Il y avait pourtant de la bonne volonté mais le show était froidement assuré par des personnalités peu en verve en remettant les prix et par des artistes tentant de faire oublier à quel point ils s'ennuyaient. » L'année suivante, l'hebdomadaire Voici se moque des « gaffes » récurrentes de Nikos Aliagas et de « la ridicule mise en scène avec Diam's déguisée en nounours rose ».
Au cours de la cérémonie de 2009, la chanteuse Katy Perry remporte le NRJ Music Award de la chanson internationale de l'année. Lorsqu'elle vient chercher son trophée sur scène, la chanson de Rihanna également sélectionnée, est retransmise. En fin d'émission, le présentateur Nikos Aliagas rectifie le palmarès, annonçant une erreur et que le trophée doit revenir à Rihanna,. Il fut donc demandé à Katy Perry de rendre son trophée pour le donner à sa « rivale ». L'erreur est mise en relief par la presse internationale. La BBC ironise sur ce qu'elle qualifia de « bourde », la revue Billboard relève la faute et le site anglais de Metro titre « Rouge de honte » concernant l'humiliation de la chanteuse.
Pour la deuxième année consécutive, une erreur est commise en 2010, lors de la remise des prix. Les Black Eyed Peas reçoivent la récompense comme groupe/duo/troupe international(e) de l’année, devant revenir à Tokio Hotel. Ayant annoncé le résultat, le chorégraphe Kamel Ouali doit revenir sur scène pour rectifier. Le chorégraphe de Star Academy explique avoir lu le premier nom de la liste des nommés, au lieu du nom du vainqueur.
En 2013, Katy Perry est interrompue en pleine prestation à la suite d'un problème technique et elle doit recommencer sa prestation quelques instants après. Au cours de la même édition, les micros de James Arthur et Tal sont brièvement coupés lors de leur duo, la prestation de Keen'V connaît un souci de retransmission et un problème de prompteur gâte une séquence consacrée à Florent Pagny.
En 2014, le lancement précipité d'un fichier musical alors que les artistes ne sont pas encore entrés sur scène pour l'interpréter, ainsi que des sifflements de larsen affectent le spectacle. Les prestations de Michaël Youn et de Jeff Panacloc, jugées de mauvais goût pour le premier et à connotation raciste pour le second, sont également commentées par la presse et les réseaux sociaux,.
D'autres couacs émaillent les cérémonies, comme une coupure de courant ou le déclenchement de l’alarme incendie en plein direct. Lors de la 20e édition en novembre 2018, le présentateur Nikos Aliagas et la chanteuse Lio écorchent le prénom de la chanteuse Aya Nakamura. Peu après la fin de la cérémonie, celle-ci affirme sur Twitter qu'il s'agit de « sa dernière participation à l'émission ». La chanteuse fait dès lors l'objet de nombreuses critiques et supprime son tweet. Un an plus tard en 2019, elle participe à la 21e cérémonie.

## Palmarès

### Palmarès 2000 -IerNRJ Music Awards
| Catégories                                 | Vainqueurs                                                                        |
| ------------------------------------------ | --------------------------------------------------------------------------------- |
| Révélation francophone de l'année          | Hélène Ségara                                                                     |
| Révélation internationale de l'année       | Tina Arena                                                                        |
| Artiste masculin francophone de l'année    | David Hallyday                                                                    |
| Artiste masculin international de l'année  | Will Smith                                                                        |
| Artiste féminine francophone de l'année    | Mylène Farmer                                                                     |
| Artiste féminine internationale de l'année | Mariah Carey                                                                      |
| Chanson francophone de l'année             | Zebda — Tomber la chemise                                                         |
| Chanson internationale de l'année          | Lou Bega — Mambo No. 5                                                            |
| Album francophone de l'année               | Mylène Farmer — Innamoramento                                                     |
| Album international de l'année             | Whitney Houston — My Love Is Your Love                                            |
| Groupe/duo francophone de l'année          | Zebda                                                                             |
| Groupe/duo international de l'année        | Texas                                                                             |
| Site internet musical de l'année           | Jamiroquai                                                                        |
| Concert                                    | Mylène Farmer                                                                     |
| NRJ Music Award d'honneur                  | Tina Turner pour l'ensemble de sa carrière Bono de U2 pour son action humanitaire |

### Palmarès 2001 -IIeNRJ Music Awards
| Catégories                                 | Vainqueurs |
| ------------------------------------------ | --- |
| Révélation francophone de l'année          | Alizée |
| Révélation internationale de l'année       | Anastacia |
| Artiste masculin francophone de l'année    | Pascal Obispo |
| Artiste masculin international de l'année  | Moby |
| Artiste féminine francophone de l'année    | Mylène Farmer |
| Artiste féminine internationale de l'année | Madonna |
| Chanson francophone de l'année             | Damien Sargue & Grégori Baquet & Philippe D'Avilla – Les Rois du monde (Extrait De Roméo et Juliette, de la haine à l'amour) |
| Chanson internationale de l'année          | Anastacia — I'm Outta Love                                                                                                   |
| Album francophone de l'année               | Hélène Ségara — Au nom d'une femme                                                                                           |
| Album international de l'année             | Madonna — Music |
| Groupe/duo francophone de l'année          | Les Dix Commandements |
| Groupe/duo international de l'année        | The Corrs |
| Site internet musical de l'année           | Alizée |
| NRJ Music Award d'honneur                  | Les Enfoirés pour leur action caritative                                                                                     |

### Palmarès 2002 -IIIeNRJ Music Awards
| Catégories                                 | Vainqueurs                                                                                              |
| ------------------------------------------ | --- |
| Révélation francophone de l'année          | Ève Angeli                                                                                              |
| Révélation internationale de l'année       | Dido |
| Artiste masculin francophone de l'année    | Garou                                                                                                   |
| Artiste masculin international de l'année  | Michael Jackson                                                                                         |
| Artiste féminine francophone de l'année    | Mylène Farmer                                                                                           |
| Artiste féminine internationale de l'année | Jennifer Lopez                                                                                          |
| Chanson francophone de l'année             | Axel Bauer & Zazie — À ma place                                                                         |
| Chanson internationale de l'année          | Geri Halliwell — It's Raining Men                                                                       |
| Album francophone de l'année               | Gérald de Palmas — Marcher dans le sable                                                                |
| Album international de l'année             | Dido — No Angel                                                                                         |
| Groupe/duo francophone de l'année          | Garou & Céline Dion                                                                                     |
| Groupe/duo international de l'année        | Destiny's Child                                                                                         |
| Site internet musical de l'année           | Garou                                                                                                   |
| NRJ Music Award d'honneur                  | Ensemble contre le Sida pour son action caritative Opération "Pièces Jaunes" pour son action caritative |

### Palmarès 2003 -IVeNRJ Music Awards
| Catégories                                 | Vainqueurs                                                                                 |
| ------------------------------------------ | ------------------------------------------------------------------------------------------ |
| Révélation francophone de l'année          | Jenifer                                                                                    |
| Révélation internationale de l'année       | Las Ketchup                                                                                |
| Artiste masculin francophone de l'année    | Gérald de Palmas                                                                           |
| Artiste masculin international de l'année  | Billy Crawford                                                                             |
| Artiste féminine francophone de l'année    | Mylène Farmer                                                                              |
| Artiste féminine internationale de l'année | Shakira                                                                                    |
| Chanson francophone de l'année             | Renaud & Axelle Red — Manhattan-Kaboul                                                     |
| Chanson internationale de l'année          | Shakira — Whenever, Wherever                                                               |
| Album francophone de l'année               | Indochine — Paradize                                                                       |
| Album international de l'année             | Shakira — Laundry Service                                                                  |
| Groupe/duo francophone de l'année          | Renaud & Axelle Red                                                                        |
| Groupe/duo international de l'année        | The Calling                                                                                |
| Site internet musical de l'année           | Jennifer Lopez                                                                             |
| NRJ Music Award d'honneur                  | Phil Collins pour l'ensemble de sa carrière Johnny Hallyday pour l'ensemble de sa carrière |

Lors de cette cérémonie, une alarme incendie inattendue s'est déclenchée à la suite d'une fuite d'eau.
L'animateur de la cérémonie Anthony Kavanagh, a tenté de rassurer les spectateurs présents dans la salle en disant : « Vous mettez le feu ce soir ! ».
Les artistes présents incluent Indochine ; Florent Pagny…

### Palmarès 2004 -VeNRJ Music Awards
| Catégories                                 | Vainqueurs                                                                  |
| ------------------------------------------ | --------------------------------------------------------------------------- |
| Révélation francophone de l'année          | Nolwenn Leroy                                                               |
| Révélation internationale de l'année       | Evanescence                                                                 |
| Artiste masculin francophone de l'année    | Calogero                                                                    |
| Artiste masculin international de l'année  | Justin Timberlake                                                           |
| Artiste féminine francophone de l'année    | Jenifer                                                                     |
| Artiste féminine internationale de l'année | Dido                                                                        |
| Chanson francophone de l'année             | Kyo — Le Chemin                                                             |
| Chanson internationale de l'année          | Blue feat. Elton John — Sorry Seems to Be the Hardest Word                  |
| Album francophone de l'année               | Kyo — Le Chemin                                                             |
| Album international de l'année             | Dido — Life For Rent                                                        |
| Groupe/duo francophone de l'année          | Kyo                                                                         |
| Groupe/duo international de l'année        | Linkin Park                                                                 |
| Site internet musical de l'année           | Kyo                                                                         |
| NRJ Music Award d'honneur                  | Madonna pour l'ensemble de sa carrière Sol En Si pour son action caritative |

Le groupe Kyo détient toujours le record de trophées reçus lors d'une seule cérémonie, avec quatre Awards.
Artistes présents : Madonna ; Britney Spears ; Nolwenn Leroy ; Pascal Obispo ; Beyoncé ; Christina Aguilera ; Kyo

### Palmarès 2005 -VIeNRJ Music Awards
| Catégories                                 | Vainqueurs                                                            |
| ------------------------------------------ | --------------------------------------------------------------------- |
| Révélation francophone de l'année          | Emma Daumas                                                           |
| Révélation internationale de l'année       | Maroon 5                                                              |
| Artiste masculin francophone de l'année    | Roch Voisine                                                          |
| Artiste masculin international de l'année  | Usher                                                                 |
| Artiste féminine francophone de l'année    | Jenifer                                                               |
| Artiste féminine internationale de l'année | Avril Lavigne                                                         |
| Chanson francophone de l'année             | K-Maro — Femme Like U (Donne-moi ton corps)                           |
| Chanson internationale de l'année          | Maroon 5 — This Love                                                  |
| Album francophone de l'année               | Jenifer — Le Passage                                                  |
| Album international de l'année             | Black Eyed Peas — Elephunk                                            |
| Groupe/duo francophone de l'année          | Calogero & Passi                                                      |
| Groupe/duo international de l'année        | Blue                                                                  |
| Clip de l'année                            | Corneille — Parce qu'on vient de loin                                 |
| NRJ Music Award d'honneur                  | U2 pour l'ensemble de leur carrière AMADE pour son action humanitaire |

Artistes présents :
Usher ; Jennifer Lopez

### Palmarès 2006 -VIIeNRJ Music Awards
| Catégories                                    | Vainqueurs                                |
| --------------------------------------------- | ----------------------------------------- |
| Révélation francophone de l'année             | Grégory Lemarchal                         |
| Révélation internationale de l'année          | James Blunt                               |
| Artiste masculin francophone de l'année       | Raphaël                                   |
| Artiste masculin international de l'année     | Robbie Williams                           |
| Artiste féminine francophone de l'année       | Jenifer                                   |
| Artiste féminine internationale de l'année    | Madonna                                   |
| Chanson francophone de l'année                | M. Pokora feat. Sweety — Elle me contrôle |
| Chanson internationale de l'année             | Shakira — La Tortura                      |
| Album francophone de l'année                  | Mylène Farmer — Avant que l'ombre...      |
| Album international de l'année                | Black Eyed Peas — Monkey Business         |
| Groupe/duo/troupe francophone de l'année      | Le Roi Soleil                             |
| Groupe/duo/troupe international(e) de l'année | Black Eyed Peas                           |
| Clip de l'année                               | M. Pokora feat. Sweety — Elle me contrôle |
| NRJ Music Award d'honneur                     | Bob Geldof pour l'organisation du Live 8  |

Audience (TF1) : Les NMA sont arrivés en tête des audiences rassemblant plus 6 880 000 de téléspectateurs (soit 34,8 % de parts de marché). C'est la plus forte audience de la cérémonie depuis 2003. Les jeunes et les femmes ont été les plus attirés devant leur poste: 49,6 % sur les femmes de moins de 50 ans, 62,8 % sur les 15/24 ans et 58,2 % sur les 15/34 ans.
Artistes présents :
Black Eyed Peas ; Tina Arena ; Lââm ; Leslie ; Natasha St-Pier ; Anggun ; Amel Bent ; Nadiya

### Palmarès 2007 -VIIIeNRJ Music Awards
| Catégories                                    | Vainqueurs                          |
| --------------------------------------------- | ----------------------------------- |
| Révélation francophone de l'année             | Christophe Maé                      |
| Révélation internationale de l'année          | Nelly Furtado                       |
| Artiste masculin francophone de l'année       | M. Pokora                           |
| Artiste masculin international de l'année     | Justin Timberlake                   |
| Artiste féminine francophone de l'année       | Diam's                              |
| Artiste féminine internationale de l'année    | Christina Aguilera                  |
| Chanson francophone de l'année                | Diam's — La Boulette                |
| Chanson internationale de l'année             | Rihanna — Unfaithful                |
| Album francophone de l'année                  | Diam's — Dans ma bulle              |
| Album international de l'année                | Christina Aguilera — Back to Basics |
| Groupe/duo/troupe francophone de l'année      | Le Roi Soleil                       |
| Groupe/duo/troupe international(e) de l'année | Evanescence                         |
| Clip de l'année                               | M. Pokora — De retour               |
| DJ de l'année                                 | Bob Sinclar                         |

Audience (TF1) : 6 500 000 téléspectateurs soit 33,4 % de part de marché.

### Palmarès 2008 -IXeNRJ Music Awards
| NRJ Music Award d'honneur                     | Céline Dion pour l'ensemble de sa carrière Michael Jackson pour l'ensemble de sa carrière à l'occasion des 25 ans de Thriller Kylie Minogue pour l'ensemble de sa carrière |
| Révélation francophone de l'année             | Christophe Willem |
| Révélation internationale de l'année          | Mika |
| Artiste masculin francophone de l'année       | Christophe Maé |
| Artiste masculin international de l'année     | Justin Timberlake |
| Artiste féminine francophone de l'année       | Jenifer |
| Artiste féminine internationale de l'année    | Avril Lavigne |
| Chanson francophone de l'année                | Christophe Maé — On s'attache |
| Chanson internationale de l'année             | Rihanna — Don't Stop the Music |
| Album francophone de l'année                  | Christophe Willem — Inventaire |
| Album international de l'année                | Britney Spears — Blackout |
| Groupe/duo/troupe francophone de l'année      | Superbus |
| Groupe/duo/troupe international(e) de l'année | Tokio Hotel |
| Clip de l'année                               | Fatal Bazooka feat. Yelle — Parle à ma main |

Audience (TF1) : 6 380 067 téléspectateurs soit 32,3 % de parts de marché.

### Palmarès 2009 -XeNRJ Music Awards
| NRJ Music Award d'honneur                     | Coldplay pour leurs dix ans de carrière |
| Révélation francophone de l'année             | Zaho                                    |
| Révélation internationale de l'année          | Jonas Brothers                          |
| Artiste masculin francophone de l'année       | Christophe Maé                          |
| Artiste masculin international de l'année     | Enrique Iglesias                        |
| Artiste féminine francophone de l'année       | Jenifer                                 |
| Artiste féminine internationale de l'année    | Britney Spears                          |
| Chanson francophone de l'année                | Christophe Maé — Belle demoiselle       |
| Chanson internationale de l'année             | Rihanna — Disturbia                     |
| Album francophone de l'année                  | Mylène Farmer — Point de suture         |
| Album international de l'année                | Katy Perry — One of the Boys            |
| Groupe/duo/troupe francophone de l'année      | Cléopâtre                               |
| Groupe/duo/troupe international(e) de l'année | The Pussycat Dolls                      |
| Clip de l'année                               | Britney Spears — Womanizer              |

Audience (TF1) :
- En France : 5 753 000 de téléspectateurs soit 28,3 % de parts de marché.
- En Belgique : 325 291 de téléspectateurs.

Une erreur a été commise lors de la nomination de la chanson internationale de l'année en début d'émission. En effet, Katy Perry, dans un premier temps a été désignée gagnante. Nikos a indiqué l'erreur en fin d'émission et a donné le nom du vrai lauréat, Rihanna.

### Palmarès 2010 -XIeNRJ Music Awards
| NRJ Music Award d'honneur                              | Robbie Williams pour l'ensemble de sa carrière Beyoncé pour l'ensemble de sa carrière |
| Album français de l'Année                              | Christophe Willem — Caféine                                                           |
| Album international de l'année                         | David Guetta — One Love                                                               |
| Artiste féminine francophone de l'année                | Sofia Essaïdi                                                                         |
| Artiste féminine internationale de l’année             | Rihanna                                                                               |
| Artiste masculin français de l’Année                   | Christophe Willem                                                                     |
| Artiste masculin international de l’année              | Robbie Williams                                                                       |
| Chanson française de l’année                           | Mozart, l'opéra rock — L'Assasymphonie                                                |
| Chanson internationale de l’année                      | Black Eyed Peas — I Gotta Feeling                                                     |
| Groupe/duo/troupe français de l’année                  | Mozart, l'opéra rock                                                                  |
| Groupe/duo/troupe international(e) de l’année          | Tokio Hotel                                                                           |
| Révélation francophone de l'année                      | Florent Mothe (Mozart, l'opéra rock)                                                  |
| Révélation internationale de l’année                   | Lady Gaga                                                                             |
| Titre le plus téléchargé de l'année (hors compétition) | Helmut Fritz — Ça m'énerve                                                            |

Audiences : 4 894 000 téléspectateurs soit 22,4 % de parts de marché. TF1 est arrivé deuxième des audiences après France 2 avec Le Plus Grand Cabaret du monde qui a réuni 4 966 000 téléspectateurs. Comme l'année précédente, une erreur s'est glissée dans l'annonce de l'un des gagnants. Le chorégraphe Kamel Ouali a annoncé le groupe américain Black Eyed Peas vainqueur dans la catégorie Groupe/duo/troupe international de l'année, au lieu du groupe allemand Tokio Hotel.

### Palmarès 2011 -XIIeNRJ Music Awards
| NRJ Music Award d'honneur                     | David Guetta pour son succès international      |
| Concert de l’année                            | The Black Eyed Peas                             |
| Clip de l’année                               | Lady Gaga feat. Beyoncé — Telephone             |
| Artiste féminine francophone de l'année       | Jenifer                                         |
| Artiste féminine internationale de l’année    | Shakira                                         |
| Artiste masculin francophone de l’année       | M. Pokora                                       |
| Artiste masculin international de l’année     | Usher                                           |
| Chanson francophone de l’année                | M. Pokora — Juste une photo de toi              |
| Chanson internationale de l’année             | Shakira — Waka Waka                             |
| Groupe/duo/troupe francophone de l’année      | Justin Nozuka feat. Zaho                        |
| Groupe/duo/troupe international(e) de l’année | Black Eyed Peas                                 |
| Révélation francophone de l'année             | Joyce Jonathan                                  |
| Révélation internationale de l’année          | Justin Bieber                                   |
| Hit de l'Année                                | Flo Rida vs David Guetta — Club Can't Handle Me |

Audience sur TF1
- En France, l'émission a rassemblé plus de 6 millions de téléspectateurs et 28,6 % de parts de marché[39]. La meilleure audience de l'émission depuis 2008, soit plus d'1,15 million de téléspectateurs en plus par rapport à l'édition précédente. Les NRJ Music Awards 2011 arrivent en tête des audiences devant France 2 ayant réuni 5,5 millions de téléspectateurs au même moment.
- En Belgique : 447 000 téléspectateurs. L'émission arrive en tête de l'audience nationale et augmente de 50 % par rapport à l'édition 2010[40].

### Palmarès 2012 -XIIIeNRJ Music Awards
| NRJ Music Award de diamant                    | Mylène Farmer pour l'ensemble de sa carrière |
| NRJ Music Award d'honneur                     | Shakira pour l'ensemble de sa carrière et son succès international Justin Bieber pour son succès international et plus jeune lauréat d'un NRJ Music Awards Nolwenn Leroy pour la meilleure vente d'album francophone de l’année |
| Clip de l’année                               | LMFAO feat. Lauren Bennett & GoonRock — Party Rock Anthem |
| Artiste féminine francophone de l'année       | Shy'm |
| Artiste féminine internationale de l’année    | Rihanna |
| Artiste masculin francophone de l’année       | M. Pokora |
| Artiste masculin international de l’année     | Mika |
| Chanson francophone de l’année                | M. Pokora — À nos actes manqués |
| Chanson internationale de l’année             | Adele — Someone Like You |
| Groupe/duo/troupe francophone de l’année      | Simple Plan feat. Marie-Mai |
| Groupe/duo/troupe international(e) de l’année | LMFAO |
| Révélation francophone de l'année             | Keen'V |
| Révélation internationale de l’année          | Adele |
| Best Digital Moment (hors compétition)        | Shy'm |

Audience (TF1) :
- En France : 6 833 000 téléspectateurs et 31,3 % de parts de marché.

Il s'agit de la meilleure audience de l'émission depuis 2006. L'année précédente en 2011, l'émission a attiré un peu plus de 6 millions de téléspectateurs et 28,9 % de parts de marché. Le programme gagne 1,2 million de téléspectateurs par rapport à 2010.
L'édition 2012 a été présentée par Nikos Aliagas et s'est tenue le 28 janvier 2012 au Palais des festivals et des congrès de Cannes afin de récompenser des chanteurs français et internationaux choisis par le public. Parmi les personnalités internationales, Justin Bieber est présent et est le parrain de cette édition.
Shakira a ouvert la cérémonie en interprétant le titre Je l'aime à mourir. Elle a également reçu un prix d'honneur des mains de Johnny Hallyday pour récompenser l'ensemble de sa carrière et son succès croissant en France. Mylène Farmer a aussi reçu, pour l'ensemble de sa carrière, un prix de Diamant, le premier dans l'histoire de la cérémonie.

### Palmarès 2013 -XIVeNRJ Music Awards
La 14e cérémonie s'est déroulée au MIDEM de Cannes diffusée sur TF1. La musique officielle est Call Me Maybe, de Carly Rae Jepsen. Elle est présentée par Nikos Aliagas.
| NRJ Music Award d'honneur                     | Johnny Hallyday pour l'ensemble de sa carrière Patrick Bruel pour ses 30 ans de carrière Psy pour le record de vues sur Internet |
| Clip de l’année                               | Psy — Gangnam Style |
| Artiste féminine francophone de l'année       | Shy'm |
| Artiste féminine internationale de l’année    | Rihanna |
| Artiste masculin francophone de l’année       | M. Pokora |
| Artiste masculin international de l’année     | Bruno Mars |
| Chanson francophone de l’année                | Sexion d'Assaut — Avant qu'elle parte                                                                                            |
| Chanson internationale de l’année             | Psy — Gangnam Style |
| Groupe/duo/troupe francophone de l’année      | Sexion d'Assaut |
| Groupe/duo/troupe international(e) de l’année | One Direction |
| Révélation francophone de l'année             | Tal |
| Révélation internationale de l’année          | Carly Rae Jepsen |
| Best Digital Moment (hors compétition)        | One Direction |

Audience (TF1) :
- En France : 6 390 000 téléspectateurs et 30,5 % de parts de marché.

### Palmarès 2013 -XVeNRJ Music Awards
Pour la première fois depuis sa création, la cérémonie n'est plus associée au MIDEM et s'est déroulée le 14 décembre 2013, toujours à Cannes. La musique officielle est Get Lucky, de Daft Punk.
| NRJ Music Award d'honneur                     | Christophe Maé pour l'ensemble de sa carrière |
| Clip de l’année                               | One Direction — Best Song Ever                |
| Artiste féminine francophone de l'année       | Tal                                           |
| Artiste féminine internationale de l’année    | Katy Perry                                    |
| Artiste masculin francophone de l’année       | Stromae                                       |
| Artiste masculin international de l’année     | Bruno Mars                                    |
| Chanson francophone de l’année                | Stromae — Formidable                          |
| Chanson internationale de l’année             | Katy Perry — Roar                             |
| Groupe/duo/troupe francophone de l’année      | Robin des Bois                                |
| Groupe/duo/troupe international(e) de l’année | One Direction                                 |
| Révélation francophone de l'année             | Louis Delort                                  |
| Révélation internationale de l’année          | James Arthur                                  |
| Best Digital Moment (hors compétition)        | Katy Perry                                    |

Audience (TF1) :
- En France : 5 913 000 téléspectateurs et 28,3 % de parts de marché.

### Palmarès 2014 -XVIeNRJ Music Awards
| NRJ Music Award d'honneur                          | Stromae pour sa carrière qui est maintenant internationale Lenny Kravitz pour ses 25 ans de carrière et le lien privilégié qu'il a avec la France |
| Clip de l’année                                    | Black M — Mme Pavoshko |
| Artiste féminine francophone de l'année            | Tal |
| Artiste féminine internationale de l’année         | Sia |
| Artiste masculin francophone de l’année            | M. Pokora |
| Artiste masculin international de l’année          | Pharrell Williams |
| Chanson francophone de l’année                     | Kendji Girac — Color Gitano |
| Chanson internationale de l’année                  | Sia — Chandelier |
| Groupe/duo/troupe/collectif francophone de l’année | Daft Punk |
| Groupe/duo international de l’année                | One Direction |
| Révélation francophone de l'année                  | Kendji Girac |
| Révélation internationale de l’année               | Ariana Grande |

Audience (TF1) :
- En France : 5 483 000 téléspectateurs et 27,3 % de parts de marché.

### Palmarès 2015 -XVIIeNRJ Music Awards
| NRJ Music Award d'honneur                       | Adele / Charles Aznavour Justin Bieber Sting   |
| Révélation francophone de l'année               | Louane                                         |
| Artiste masculin international de l’année       | Ed Sheeran                                     |
| Groupe/duo/troupe/collectif français de l’année | Fréro Delavega                                 |
| Révélation internationale de l’année            | Ellie Goulding                                 |
| Clip de l'année                                 | Taylor Swift — Bad Blood                       |
| Artiste masculin français de l’année            | M. Pokora                                      |
| Chanson internationale de l’année               | Wiz Khalifa feat. Charlie Puth — See You Again |
| Artiste féminine internationale de l’année      | Taylor Swift                                   |
| Groupe/duo international de l’année             | Maroon 5                                       |
| Artiste féminine francophone de l'année         | Shy'm                                          |
| DJ de l'année                                   | David Guetta                                   |
| Chanson française de l’année                    | Kendji Girac — Conmigo                         |

Audience (TF1) :
- En France : 5 621 000 téléspectateurs et 29,6 % de parts de marché.

### Palmarès 2016 -XVIIIeNRJ Music Awards
| Révélation francophone de l'année               | Amir                                  |
| Artiste masculin international de l’année       | Justin Bieber                         |
| Groupe/duo/troupe/collectif français de l’année | Fréro Delavega                        |
| Révélation internationale de l’année            | Twenty One Pilots                     |
| Clip de l'année                                 | Christophe Maé — Il est où le bonheur |
| Artiste masculin français de l’année            | Soprano                               |
| Chanson internationale de l’année               | Justin Bieber — Love Yourself         |
| Artiste féminine internationale de l’année      | Sia                                   |
| Groupe/duo international de l’année             | Coldplay                              |
| Artiste féminine francophone de l'année         | Tal                                   |
| DJ de l'année                                   | David Guetta                          |
| Chanson française de l’année                    | Amir — J'ai cherché                   |
| Award d'honneur                                 | Bruno Mars Enrique Iglesias           |
| Chanson la plus streamée de l'année             | Coldplay — Hymn for the Weekend       |

Audience (TF1) :
- En France : 5 273 000 téléspectateurs et 29 % de parts de marché.

### Palmarès 2017 -XIXeNRJ Music Awards
| Révélation francophone de l'année          | Lisandro Cuxi                                                                    |
| Artiste masculin international de l’année  | Ed Sheeran                                                                       |
| Groupe/duo francophone de l’année          | Bigflo & Oli                                                                     |
| Révélation internationale de l’année       | Rag'n'Bone Man                                                                   |
| Clip de l'année                            | Ed Sheeran — Shape of You                                                        |
| Artiste masculin francophone de l’année    | Soprano                                                                          |
| Chanson internationale de l’année          | Luis Fonsi & Daddy Yankee feat. Justin Bieber — Despacito                        |
| Artiste féminine internationale de l’année | Selena Gomez                                                                     |
| Groupe/duo international de l’année        | Imagine Dragons                                                                  |
| Artiste féminine francophone de l'année    | Louane                                                                           |
| DJ de l'année                              | Kungs                                                                            |
| Chanson francophone de l’année             | Amir — On dirait                                                                 |
| Award d'honneur                            | Indochine U2 Ed Sheeran pour la chanson la plus streamée Shape of You The Weeknd |

Audience (TF1) :
- En France : 4 995 000 téléspectateurs et 26,4 % de parts de marché.

Médiamétrie affiche deux audiences pour la même émission : 4 995 000 de 21h05 à 23h39 et 3 406 000 de 23h46 à 0h26[réf. nécessaire].

### Palmarès 2018 -XXeNRJ Music Awards
| Révélation francophone de l'année          | Dadju                                                                |
| Artiste masculin international de l’année  | Ed Sheeran                                                           |
| Groupe/duo francophone de l’année          | Bigflo & Oli                                                         |
| Révélation internationale de l’année       | / Camila Cabello                                                     |
| Clip de l'année                            | Bigflo & Oli — Demain                                                |
| Artiste masculin francophone de l’année    | Soprano                                                              |
| Chanson internationale de l’année          | Maroon 5 feat. Cardi B — Girls Like You                              |
| Artiste féminine internationale de l’année | Ariana Grande                                                        |
| Groupe/duo international de l’année        | Imagine Dragons                                                      |
| Artiste féminine francophone de l'année    | Jain                                                                 |
| DJ de l'année                              | DJ Snake                                                             |
| Chanson francophone de l’année             | Kendji Girac — Pour oublier                                          |
| Award d'honneur                            | Shawn Mendes Dua Lipa pour la chanson la plus streamée One Kiss Muse |

Audience (TF1) :
- En France : 4 701 000 téléspectateurs et 22 % de parts de marché.

### Palmarès 2019 -XXIeNRJ Music Awards
| Révélation francophone de l'année          | Bilal Hassani                                  |
| Artiste masculin international de l’année  | Ed Sheeran                                     |
| Groupe/duo francophone de l’année          | Bigflo & Oli                                   |
| Révélation internationale de l’année       | Billie Eilish                                  |
| Clip de l'année                            | Bigflo & Oli — Promesses                       |
| Artiste masculin francophone de l’année    | M. Pokora                                      |
| Chanson internationale de l’année          | Shawn Mendes feat. / Camila Cabello — Señorita |
| Artiste féminine internationale de l’année | Ariana Grande                                  |
| Groupe/duo international de l’année        | Lady Gaga feat. Bradley Cooper                 |
| Artiste féminine francophone de l'année    | Angèle                                         |
| DJ de l'année                              | DJ Snake                                       |
| Chanson francophone de l’année             | Angèle feat. Roméo Elvis — Tout oublier        |
| Performance francophone de la soirée       | Vitaa & Slimane — Ça va ça vient               |
| Award d'honneur                            | Jonas Brothers                                 |

Audience (TF1) :
- En France : 4 723 000 téléspectateurs et 23,8 % de parts de marché.

### Palmarès 2020 -XXIIeNRJ Music Awards
En raison de la COVID-19 et du reconfinement, il a été annoncé, selon Ara Aprikian, que la 22e édition des NRJ Music Awards se déroulerait sans public : « avec des tournages qui seront bien séparés les un des autres ». Les NRJ Music Awards Paris Edition se sont donc déroulés le 5 décembre 2020 pour la première fois à La Seine musicale à Paris avec des conditions bien différentes que celles que l'on connaît depuis plus de 20 ans.
| Révélation francophone de l'année          | Squeezie                                   |
| Artiste masculin international de l’année  | The Weeknd                                 |
| Groupe/duo francophone de l’année          | Vitaa & Slimane                            |
| Révélation internationale de l’année       | Doja Cat                                   |
| Clip de l'année                            | Vitaa & Slimane — Ça ira                   |
| Artiste masculin francophone de l’année    | Dadju                                      |
| Chanson internationale de l’année          | Master KG — Jerusalema                     |
| Artiste féminine internationale de l’année | Dua Lipa                                   |
| Groupe/duo international de l’année        | BTS                                        |
| Artiste féminine francophone de l'année    | Aya Nakamura                               |
| DJ de l'année                              | DJ Snake                                   |
| Chanson francophone de l’année             | Vitaa & Slimane — Avant toi                |
| Collaboration francophone de l'année       | Soolking feat. Dadju - Meleğim             |
| Collaboration internationale de l’année    | Lady Gaga feat. Ariana Grande — Rain on Me |
| Performance francophone de la soirée       | M. Pokora — Si on disait                   |
| Awards d'honneur                           | Mariah Carey Indochine Gims Elton John     |

Audience (TF1) :
- En France : 5 092 000 téléspectateurs et 22,3 % de parts de marché.

### Palmarès 2021 -XXIIIeNRJ Music Awards
| Révélation francophone de l'année          | Naps                             |
| Artiste masculin international de l’année  | Ed Sheeran                       |
| Groupe/duo francophone de l’année          | Vitaa & Slimane                  |
| Révélation internationale de l’année       | Olivia Rodrigo                   |
| Clip de l'année                            | Vitaa & Slimane — De l'Or        |
| Artiste masculin francophone de l’année    | Dadju                            |
| Chanson internationale de l’année          | Ed Sheeran — Bad Habits          |
| Chanson francophone de l'année             | Kendji Girac — Évidemment        |
| Artiste féminine internationale de l’année | Dua Lipa                         |
| Groupe/duo international de l’année        | Coldplay                         |
| Artiste féminine francophone de l'année    | Eva                              |
| DJ de l'année                              | DJ Snake                         |
| Collaboration francophone de l'année       | Amel Bent feat. Hatik — 1,2,3    |
| Collaboration internationale de l’année    | Coldplay feat. BTS — My Universe |
| Awards d'honneur                           | Imagine Dragons                  |

Audience (TF1) :
- En France : 4 097 000 téléspectateurs et 18,3 % de parts de marché.

### Palmarès 2022 -XXIVeNRJ Music Awards
| Artiste féminine francophone de l'année    | Angèle                                         |
| Artiste féminine internationale de l'année | Lady Gaga                                      |
| Artiste masculin francophone de l'année    | Orelsan                                        |
| Artiste masculin international de l'année  | Ed Sheeran                                     |
| Révélation francophone de l'année          | Lujipeka                                       |
| Révélation belge de l'année                | Pierre de Maere                                |
| Révélation internationale de l'année       | Sofia Carson                                   |
| Groupe/duo francophone de l'année          | Bigflo & Oli                                   |
| Groupe/duo international de l'année        | Imagine Dragons                                |
| Chanson francophone de l'année             | M. Pokora — Qui on est                         |
| Chanson internationale de l'année          | Harry Styles — As It Was                       |
| Clip francophone de l’année                | Bigflo & Oli feat. Julien Doré — Coup de vieux |
| Clip international de l’année              | Harry Styles — As It Was                       |
| Collaboration francophone de l'année       | Bigflo & Oli feat. Julien Doré — Coup de vieux |
| Collaboration internationale de l'année    | / Camila Cabello feat. Ed Sheeran — Bam Bam    |
| Social Hit                                 | Alonzo feat. Ninho & Naps — Tout va bien       |
| Reprise / adaptation                       | Soolking — Suavemente                          |
| Tournée francophone de l'année             | Orelsan                                        |
| DJ de l'année                              | David Guetta                                   |
| Awards d'honneur                           | Renaud Jenifer                                 |

Audience (TF1) :
- En France : 3 544 000 téléspectateurs et 17,6 % de parts de marché.

### Palmarès 2023 -XXVeNRJ Music Awards
| Artiste féminine francophone de l'année    | Vitaa                               |
| Artiste féminine internationale de l'année | Dua Lipa                            |
| Artiste masculin francophone de l'année    | Slimane                             |
| Artiste masculin international de l'année  | Ed Sheeran                          |
| Révélation francophone de l'année          | Nuit Incolore                       |
| Révélation belge de l'année                | Sola                                |
| Révélation internationale de l'année       | Loreen                              |
| Groupe/duo francophone de l'année          | Bigflo & Oli                        |
| Groupe/duo international de l'année        | Imagine Dragons                     |
| Chanson francophone de l'année             | Louane — Secret                     |
| Chanson internationale de l'année          | Miley Cyrus — Flowers               |
| Clip francophone de l’année                | Bigflo & Oli — Dernière             |
| Clip international de l’année              | Miley Cyrus — Flowers               |
| Collaboration francophone de l'année       | Slimane & Claudio Capéo — Chez toi  |
| Collaboration internationale de l'année    | Rosalía feat. Rauw Alejandro — Beso |
| Social Hit                                 | Jain — Makeba                       |
| Reprise / adaptation                       | Aqua feat. Tiësto — Barbie Girl     |
| Tournée francophone de l'année             | M. Pokora                           |
| DJ de l'année                              | David Guetta                        |
| Révélation allemande de l'année            | Leony                               |
| Awards d'honneur                           | Diddy Måneskin                      |

### Palmarès 2024 -XXVIeNRJ Music Awards
| Artiste féminine francophone de l'année    | Vitaa                                                        |
| Artiste féminine internationale de l'année | Taylor Swift                                                 |
| Artiste masculin francophone de l'année    | Slimane                                                      |
| Artiste masculin international de l'année  | The Weeknd                                                   |
| Révélation francophone de l'année          | Pierre Garnier                                               |
| Révélation belge de l'année                | Helena                                                       |
| Révélation internationale de l'année       | Benson Boone                                                 |
| Groupe francophone de l'année              | Indochine                                                    |
| Groupe international de l'année            | Coldplay                                                     |
| Chanson francophone de l'année             | Pierre Garnier — Ceux qu'on était                            |
| Hit international                          | Benson Boone — Beautiful Things (en)                         |
| Collab'/duo francophone de l'année         | Dadju & Tayc — I Love You                                    |
| Collab'/duo international de l'année       | Lady Gaga & Bruno Mars — Die With A Smile                    |
| Social Hit                                 | Jungeli, Imen Es, Alonzo, Abou Debeing & Lossa — Petit génie |
| Concert                                    | Bigflo & Oli                                                 |
| DJ de l'année                              | David Guetta                                                 |
| Révélation allemande de l'année            | Isaak                                                        |
| Révélation suédoise de l'année             | Jacqline                                                     |
| Révélation finlandaise de l'année          | Mirella                                                      |
| Artiste norvégien de l'année               | Dagny                                                        |
| Awards d'honneur                           | Justice Teddy Swims                                          |

## Palmarès général en compétition
| Rang | Artiste              | Récompenses |
| ---- | -------------------- | ----------- |
| 1    | M. Pokora            | 16          |
| 2    | Ed Sheeran           | 11          |
| 2    | Bigflo & Oli         | 11          |
| 3    | Mylène Farmer        | 9           |
| 3    | Jenifer              | 9           |
| 3    | Slimane              | 9           |
| 7    | David Guetta         | 8           |
| 7    | Vitaa                | 8           |
| 9    | Shakira              | 7           |
| 9    | Christophe Maé       | 7           |
| 11   | Rihanna              | 6           |
| 11   | The Black Eyed Peas  | 6           |
| 11   | Justin Bieber        | 6           |
| 11   | Coldplay             | 6           |
| 11   | Lady Gaga            | 6           |
| 16   | One Direction        | 5           |
| 16   | Kendji Girac         | 5           |
| 16   | Imagine Dragons      | 5           |
| 16   | Dadju                | 5           |
| 20   | Shy'm                | 4           |
| 20   | Dido                 | 4           |
| 20   | Kyo                  | 4           |
| 20   | Christophe Willem    | 4           |
| 20   | Tal                  | 4           |
| 20   | Katy Perry           | 4           |
| 20   | Maroon 5             | 4           |
| 20   | Ariana Grande        | 4           |
| 20   | Madonna              | 4           |
| 20   | Stromae              | 4           |
| 20   | DJ Snake             | 4           |
| 20   | Dua Lipa             | 4           |
| 20   | Indochine            | 4           |
| 20   | Bruno Mars           | 4           |
| 34   | Garou                | 3           |
| 34   | Justin Timberlake    | 3           |
| 34   | Diam's               | 3           |
| 34   | Britney Spears       | 3           |
| 34   | Robbie Williams      | 3           |
| 34   | Mozart, l'opéra rock | 3           |
| 34   | Adele                | 3           |
| 34   | Psy                  | 3           |
| 34   | Sia                  | 3           |
| 34   | Amir                 | 3           |
| 34   | Soprano              | 3           |
| 34   | Camila Cabello       | 3           |
| 34   | Angèle               | 3           |
| 34   | Renaud               | 3           |
| 34   | Louane               | 3           |
| 34   | Taylor Swift         | 3           |
| 34   | The Weeknd           | 3           |

| Suite du classement (51-188) | Suite du classement (51-188) | Suite du classement (51-188) |
| Rang                         | Artiste                      | Récompenses                  |
| ---------------------------- | ---------------------------- | ---------------------------- |
| 51                           | Hélène Ségara                | 2                            |
| 51                           | Zebda                        | 2                            |
| 51                           | Alizée                       | 2                            |
| 51                           | Anastacia                    | 2                            |
| 51                           | Jennifer Lopez               | 2                            |
| 51                           | Gérald de Palmas             | 2                            |
| 51                           | Axelle Red                   | 2                            |
| 51                           | Calogero                     | 2                            |
| 51                           | Evanescence                  | 2                            |
| 51                           | Blue                         | 2                            |
| 51                           | Usher                        | 2                            |
| 51                           | Avril Lavigne                | 2                            |
| 51                           | Le Roi Soleil                | 2                            |
| 51                           | Christina Aguilera           | 2                            |
| 51                           | Michael Jackson              | 2                            |
| 51                           | Céline Dion                  | 2                            |
| 51                           | Mika                         | 2                            |
| 51                           | Tokio Hotel                  | 2                            |
| 51                           | Beyoncé                      | 2                            |
| 51                           | Cléopâtre                    | 2                            |
| 51                           | Zaho                         | 2                            |
| 51                           | Nolwenn Leroy                | 2                            |
| 51                           | LMFAO                        | 2                            |
| 51                           | Sexion d'Assaut              | 2                            |
| 51                           | Fréro Delavega               | 2                            |
| 51                           | Enrique Iglesias             | 2                            |
| 51                           | Jonas Brothers               | 2                            |
| 51                           | Shawn Mendes                 | 2                            |
| 51                           | Mariah Carey                 | 2                            |
| 51                           | Elton John                   | 2                            |
| 51                           | BTS                          | 2                            |
| 51                           | Soolking                     | 2                            |
| 51                           | Naps                         | 2                            |
| 51                           | Harry Styles                 | 2                            |
| 51                           | Orelsan                      | 2                            |
| 51                           | Julien Doré                  | 2                            |
| 51                           | Jain                         | 2                            |
| 51                           | Miley Cyrus                  | 2                            |
| 51                           | Alonzo                       | 2                            |
| 51                           | Benson Boone                 | 2                            |
| 51                           | Pierre Garnier               | 2                            |
| 92                           | Tina Arena                   | 1                            |
| 92                           | David Hallyday               | 1                            |
| 92                           | Will Smith                   | 1                            |
| 92                           | Lou Bega                     | 1                            |
| 92                           | Whitney Houston              | 1                            |
| 92                           | Texas                        | 1                            |
| 92                           | Jamiroquai                   | 1                            |
| 92                           | Pascal Obispo                | 1                            |
| 92                           | Moby                         | 1                            |
| 92                           | Roméo & Juliette             | 1                            |
| 92                           | Robin des Bois               | 1                            |
| 92                           | Les Dix Commandements        | 1                            |
| 92                           | The Corrs                    | 1                            |
| 92                           | Ève Angeli                   | 1                            |
| 92                           | Zazie                        | 1                            |
| 92                           | Axel Bauer                   | 1                            |
| 92                           | Geri Halliwell               | 1                            |
| 92                           | Destiny's Child              | 1                            |
| 92                           | Las Ketchup                  | 1                            |
| 92                           | Billy Crawford               | 1                            |
| 92                           | The Calling                  | 1                            |
| 92                           | Linkin Park                  | 1                            |
| 92                           | Emma Daumas                  | 1                            |
| 92                           | Roch Voisine                 | 1                            |
| 92                           | K.Maro                       | 1                            |
| 92                           | Passi                        | 1                            |
| 92                           | Corneille                    | 1                            |
| 92                           | Grégory Lemarchal            | 1                            |
| 92                           | James Blunt                  | 1                            |
| 92                           | Raphaël                      | 1                            |
| 92                           | Nelly Furtado                | 1                            |
| 92                           | Bob Sinclar                  | 1                            |
| 92                           | Superbus                     | 1                            |
| 92                           | Fatal Bazooka                | 1                            |
| 92                           | Yelle                        | 1                            |
| 92                           | The Pussycat Dolls           | 1                            |
| 92                           | Sofia Essaïdi                | 1                            |
| 92                           | Florent Mothe                | 1                            |
| 92                           | Helmut Fritz                 | 1                            |
| 92                           | Justin Nozuka                | 1                            |
| 92                           | Joyce Jonathan               | 1                            |
| 92                           | Flo Rida                     | 1                            |
| 92                           | Keen'V                       | 1                            |
| 92                           | Marie-Mai                    | 1                            |
| 92                           | Simple Plan                  | 1                            |
| 92                           | Carly Rae Jepsen             | 1                            |
| 92                           | James Arthur                 | 1                            |
| 92                           | Louis Delort                 | 1                            |
| 92                           | Pharrell Williams            | 1                            |
| 92                           | Daft Punk                    | 1                            |
| 92                           | Black M                      | 1                            |
| 92                           | Ellie Goulding               | 1                            |
| 92                           | Wiz Khalifa                  | 1                            |
| 92                           | Charlie Puth                 | 1                            |
| 92                           | Twenty One Pilots            | 1                            |
| 92                           | Lisandro Cuxi                | 1                            |
| 92                           | Rag'n'Bone Man               | 1                            |
| 92                           | Luis Fonsi                   | 1                            |
| 92                           | Daddy Yankee                 | 1                            |
| 92                           | Selena Gomez                 | 1                            |
| 92                           | Kungs                        | 1                            |
| 92                           | Cardi B                      | 1                            |
| 92                           | Bilal Hassani                | 1                            |
| 92                           | Bradley Cooper               | 1                            |
| 92                           | Billie Eilish                | 1                            |
| 92                           | Roméo Elvis                  | 1                            |
| 92                           | Squeezie                     | 1                            |
| 92                           | Aya Nakamura                 | 1                            |
| 92                           | Master KG                    | 1                            |
| 92                           | Doja Cat                     | 1                            |
| 92                           | Olivia Rodrigo               | 1                            |
| 92                           | Eva                          | 1                            |
| 92                           | Hatik                        | 1                            |
| 92                           | Amel Bent                    | 1                            |
| 92                           | Lujipeka                     | 1                            |
| 92                           | Sofia Carson                 | 1                            |
| 92                           | Ninho                        | 1                            |
| 92                           | Pierre de Maere              | 1                            |
| 92                           | Leony                        | 1                            |
| 92                           | Loreen                       | 1                            |
| 92                           | Claudio Capéo                | 1                            |
| 92                           | Nuit Incolore                | 1                            |
| 92                           | Rosalía                      | 1                            |
| 92                           | Rauw Alejandro               | 1                            |
| 92                           | Aqua                         | 1                            |
| 92                           | Tiësto                       | 1                            |
| 92                           | Sola                         | 1                            |
| 92                           | Mirella                      | 1                            |
| 92                           | Jacqline                     | 1                            |
| 92                           | Helena                       | 1                            |
| 92                           | Jungeli                      | 1                            |
| 92                           | Imen Es                      | 1                            |
| 92                           | Abou Debeing                 | 1                            |
| 92                           | Lossa                        | 1                            |
| 92                           | Tayc                         | 1                            |
| 92                           | Isaak                        | 1                            |
| 92                           | Dagny                        | 1                            |

## Palmarès général (Hors compétition)
| Les Awards d'honneur      | Les Awards d'honneur | Les Awards d'honneur                                                                                   |
| Artiste                   | Nombre               | Raison                                                                                                 |
| ------------------------- | -------------------- | --- |
| U2                        | 2                    | En 2005 et 2017 pour l'ensemble de leur carrière.                                                      |
| Justin Bieber             | 2                    | En 2012 pour son succès international et plus jeune lauréat d'un NRJ Music Awards et un autre en 2015. |
| Johnny Hallyday           | 2                    | En 2003 et 2013 pour l'ensemble de sa carrière.                                                        |
| Coldplay                  | 2                    | En 2009 pour leurs dix ans de carrière et en 2016 pour la chanson la plus streamée.                    |
| Indochine                 | 2                    | En 2017 pour l'ensemble de leur carrière et en 2020 pour leurs 40 ans de carrière.                     |
| Bono                      | 1                    | En 2000 pour son action humanitaire.                                                                   |
| Tina Turner               | 1                    | En 2000 pour l'ensemble de sa carrière.                                                                |
| Les Enfoirés              | 1                    | En 2001 pour leur action caritative.                                                                   |
| Ensemble contre le Sida   | 1                    | En 2002 pour leurs actions caritatives.                                                                |
| Opération "Pièces Jaunes" | 1                    | En 2002 pour leurs actions caritatives.                                                                |
| Phil Collins              | 1                    | En 2003 pour l'ensemble de sa carrière.                                                                |
| Madonna                   | 1                    | En 2004 pour l'ensemble de sa carrière.                                                                |
| Sol En Si                 | 1                    | En 2004 pour son action caritative.                                                                    |
| AMADE                     | 1                    | En 2005 pour son action humanitaire.                                                                   |
| Bob Geldof                | 1                    | En 2006 pour l'organisation du Live 8.                                                                 |
| Michael Jackson           | 1                    | En 2008 pour l'ensemble de sa carrière à l'occasion des 25 ans de Thriller.                            |
| Céline Dion               | 1                    | En 2008 pour l'ensemble de leurs carrières.                                                            |
| Kylie Minogue             | 1                    | En 2008 pour l'ensemble de leurs carrières.                                                            |
| Beyoncé                   | 1                    | En 2010 pour l'ensemble de leurs carrières.                                                            |
| Robbie Williams           | 1                    | En 2010 pour l'ensemble de leurs carrières.                                                            |
| David Guetta              | 1                    | En 2011 pour son succès international.                                                                 |
| Mylène Farmer             | 1                    | En 2012, Award de diamant pour l'ensemble de sa carrière                                               |
| Nolwenn Leroy             | 1                    | En 2012 pour la meilleure vente d'album francophone de l'année.                                        |
| Shakira                   | 1                    | En 2012 pour l'ensemble de sa carrière et son succès international.                                    |
| Patrick Bruel             | 1                    | En 2013 pour ses 30 ans de carrière.                                                                   |
| Psy                       | 1                    | En 2013 pour le record de vues sur Internet.                                                           |
| Christophe Maé            | 1                    | En 2013 (15th Edition) pour l'ensemble de sa carrière.                                                 |
| Stromae                   | 1                    | En 2014 pour sa carrière qui est maintenant internationale.                                            |
| Lenny Kravitz             | 1                    | En 2014 pour ses 25 ans de carrière et le lien privilégié qu'il a avec la France.                      |
| Shy'm                     | 1                    | En 2015 pour ses 10 ans de carrière.                                                                   |
| Adele                     | 1                    | En 2015 pour l'ensemble de sa carrière.                                                                |
| Charles Aznavour          | 1                    | En 2015 pour l'ensemble de sa carrière.                                                                |
| Sting                     | 1                    | En 2015 pour l'ensemble de sa carrière.                                                                |
| Bruno Mars                | 1                    | En 2016 pour l'ensemble de sa carrière.                                                                |
| Enrique Iglesias          | 1                    | En 2016 pour l'ensemble de sa carrière.                                                                |
| Ed Sheeran                | 1                    | En 2017 pour la chanson la plus streamée.                                                              |
| The Weeknd                | 1                    | En 2017 pour l'ensemble de sa carrière.                                                                |
| Muse                      | 1                    | En 2018 pour l'ensemble de leur carrière.                                                              |
| Dua Lipa                  | 1                    | En 2018 pour la chanson la plus streamée.                                                              |
| Shawn Mendes              | 1                    | En 2018 pour l'ensemble de sa carrière.                                                                |
| Jonas Brothers            | 1                    | En 2019 pour l'ensemble de leur carrière.                                                              |
| Mariah Carey              | 1                    | En 2020                                                                                                |
| Gims                      | 1                    | En 2020 pour l'ensemble de sa carrière.                                                                |
| Elton John                | 1                    | En 2020                                                                                                |
| Imagine Dragons           | 1                    | En 2021 pour l'ensemble de leur carrière.                                                              |
| Jenifer                   | 1                    | En 2022 pour ses 20 ans de carrière.                                                                   |
| Renaud                    | 1                    | En 2022 pour l'ensemble de sa carrière.                                                                |
| Diddy                     | 1                    | En 2023                                                                                                |
| Måneskin                  | 1                    | En 2023                                                                                                |
| Justice                   | 1                    | En 2024                                                                                                |
| Teddy Swims               | 1                    | En 2024                                                                                                |

## Logos

Logo de NMA 2002
Logo de NMA 2003
Logo de NMA 2004
Logo de NMA 2005
Logo de NMA 2006
Logo de NMA 2007
Logo de NMA 2008
Logo de NMA 2009
Logo de NMA 2010
Logo de NMA 2011 & NMA 2012
Logo de NMA 2013
Logo de NMA 15th Édition
Logo de NMA 2014
Logo de NMA 2015
Logo de NMA 2016
Logo de NMA 2017
Logo de NMA 2018
Logo de NMA 2019
Logo de NMA 2020
Logo de NMA 2021
Logo de NMA 2022
Logo de NMA 2023

## Audiences
| Édition                          | Jour              | Audience  | Part de marché | Source |
| -------------------------------- | ----------------- | --------- | -------------- | ------ |
| NRJ Music Awards 2000            | 27 janvier 2000   | 5 700 000 | 29,0 %         | [ 43 ] |
| NRJ Music Awards 2001            | 20 janvier 2001   | 7 200 000 | 36,0 %         | [ 43 ] |
| NRJ Music Awards 2002            | 19 janvier 2002   | 7 300 000 | 35,0 %         | [ 43 ] |
| NRJ Music Awards 2003            | 18 janvier 2003   | 7 800 000 | 39,0 %         | [ 43 ] |
| NRJ Music Awards 2004            | 24 janvier 2004   | 6 500 000 | 34,0 %         | [ 43 ] |
| NRJ Music Awards 2005            | 22 janvier 2005   | 6 300 000 | 33,0 %         | [ 43 ] |
| NRJ Music Awards 2006            | 23 janvier 2006   | 6 880 000 | 34,8 %         | [ 44 ] |
| NRJ Music Awards 2007            | 20 janvier 2007   | 6 502 000 | 33,4 %         | [ 45 ] |
| NRJ Music Awards 2008            | 26 janvier 2008   | 6 380 000 | 32,3 %         | [ 46 ] |
| NRJ Music Awards 2009            | 17 janvier 2009   | 5 800 000 | 28,1 %         | [ 47 ] |
| NRJ Music Awards 2010            | 23 janvier 2010   | 4 894 000 | 24,4 %         | [ 44 ] |
| NRJ Music Awards 2011            | 22 janvier 2011   | 6 100 000 | 29,0 %         | [ 48 ] |
| NRJ Music Awards 2012            | 28 janvier 2012   | 6 833 000 | 31,0 %         | [ 49 ] |
| NRJ Music Awards 2013            | 26 janvier 2013   | 6 390 000 | 30,5 %         | [ 50 ] |
| NRJ Music Awards (15th Edition)  | 14 décembre 2013  | 5 913 000 | 28,3 %         | [ 51 ] |
| NRJ Music Awards 2014            | 13 décembre 2014  | 5 483 000 | 27,3 %         | [ 52 ] |
| NRJ Music Awards 2015            | 7 novembre 2015   | 5 621 000 | 29,6 %         | [ 53 ] |
| NRJ Music Awards 2016            | 12 novembre 2016  | 5 273 000 | 29 %           | [ 54 ] |
| NRJ Music Awards 2017            | 4 novembre 2017   | 4 995 000 | 26,4 %         | [ 55 ] |
| NRJ Music Awards (20th Edition)  | 10 novembre 2018  | 4 701 000 | 22 %           | [ 56 ] |
| NRJ Music Awards 2019            | 9 novembre 2019   | 4 723 000 | 23,8 %         | [ 57 ] |
| NRJ Music Awards (Paris Edition) | 5 décembre 2020   | 5 092 000 | 22,3 %         | [ 58 ] |
| NRJ Music Awards 2021            | 20 novembre 2021  | 4 097 000 | 18,3 %         | [ 59 ] |
| NRJ Music Awards 2022            | 18 novembre 2022  | 3 544 000 | 17,6 %         | [ 60 ] |
| NRJ Music Awards 2023            | 10 novembre 2023  | 3 208 000 | 16,7 %         | [ 61 ] |
| NRJ Music Awards 2024            | 1er novembre 2024 | 3 573 000 | 19,1 %         | [ 62 ] |

Légende :
En fond vert = Les plus hauts chiffres d'audience
En fond rouge = Les plus bas chiffres d'audience
| Légende : NRJ Music Awards |

| Légende : NRJ Music Awards |